# День соборности Украины
День Соборности Украины (укр. День Соборності України) — государственный праздник Украины. 
Праздник отмечается ежегодно, 22 января, в день провозглашения в 1919 году Акта воссоединения Украинской народной республики (УНР) и Западно-Украинской народной республики (ЗУНР) в единое украинское государство. Кроме того, на год раньше — 22 января 1918 года — был подписан IV универсал УЦР, провозгласивший полную независимость УНР от Советской России.

## История
22 января 1919 года на Софийской площади прозвучали такие слова:
«Отныне сливаются воедино веками отделённые друг от друга части Украины — Галичина, Буковина, Закарпатье и приднепровская Украина — в одну Большую Украину. Сбылись извечные мечты, ради которых жили и за которые умирали лучшие сыны Украины. Отныне есть только одна независимая Украинская Народная Республика. Отныне украинский народ, освобожденный могучим порывом своих собственных сил, имеет возможность объединить все усилия своих сыновей для создания нераздельного независимого Украинского Государства на добро и счастье украинского народа…»

Официальный государственный статус «День соборности Украины» получил в 1999 году.
Праздник установлен «… учитывая большое политическое и историческое значение объединения Украинской Народной Республики и Западноукраинской Народной Республики для образования единого (соборного) украинского государства…» Указом Президента Украины Л. Д. Кучмы № 42/99 от 21 января 1999 года «О Дне соборности Украины».
30 декабря 2011 года указом президента Украины В. Ф. Януковича День соборности на официальном уровне был отменён, а вместо него установлен День соборности и свободы Украины.
Каждый год 22 января на улицах Киева и других городов Украины можно увидеть людей, отмечающих этот праздник. Живые цепи, которые они традиционно образуют, символизируют объединение страны. Торжественные мероприятия проходят в Фастове возле установленного в 2001 году на вокзале «Музея на колёсах» — железнодорожного вагона, в котором 1 декабря 1918 года был подписан предварительный договор о будущем объединении УНР и ЗУНР.

## Первое официальное празднование соборности
22 января 1939 года впервые за 20 лет торжественно был отмечен на официальном уровне праздник соборности. Состоялось это в столице Карпатской Украины, городе Хусте, в то время — автономной республике Чехословакии. Это был повод напомнить закарпатцам о воле, высказанной на съезде Всенародного собрания украинского в Хусте 21 января 1919 года о присоединении Закарпатья к Украинской Народной Республике со столицей в Киеве, и легитимизировать тем самым свою программу построения Украинского государства на базе «закарпатского Пьемонта».

Это была крупнейшая за 20 лет пребывания края в составе Чехословакии демонстрация местного населения с участием 30 тысяч людей, которые съехались в Хуст со всех уголков края.

## Живая цепь 1990

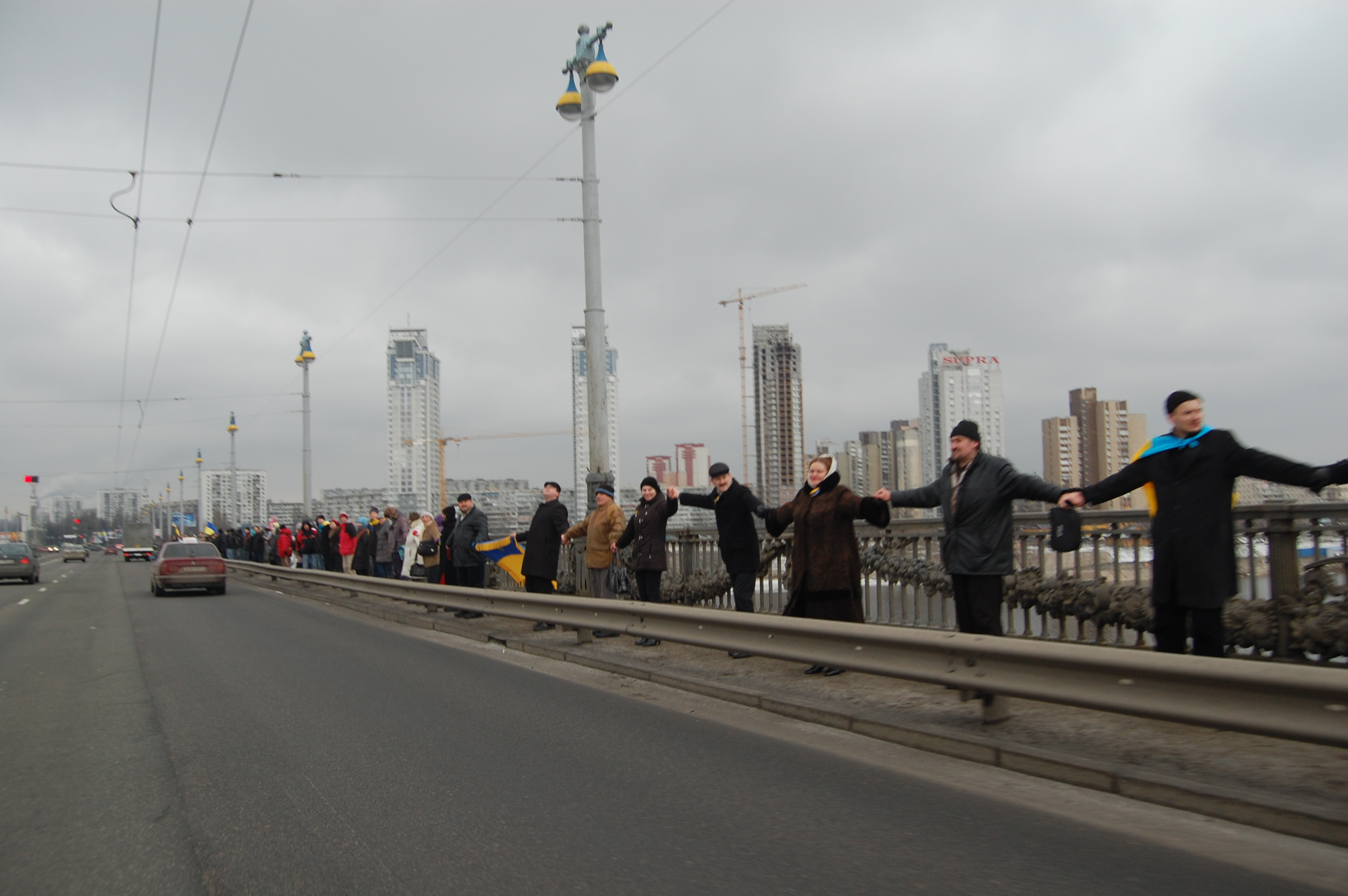
«Живая цепь» в 2011 году

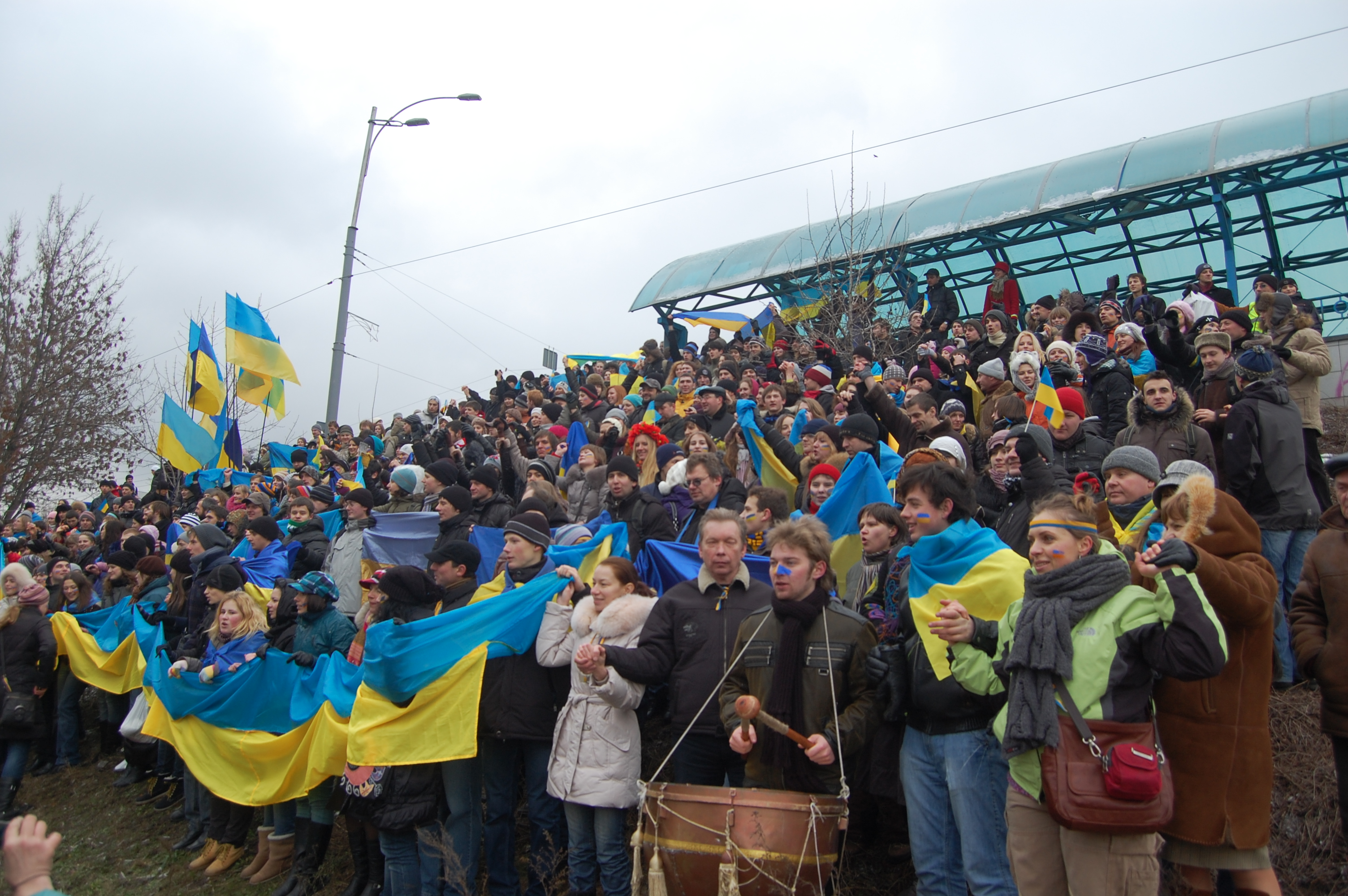
«Живая цепь» в 2011 году

Эта акция стала ярким событием во время движения за возрождение независимой Украины. Патриотические силы перед распадом СССР объединились и 21 января 1990 года организовали «живую цепь» между Киевом и Львовом, как символ духовного единства людей восточных и западных земель Украины и существования единой, соборной Украины. От 0,5 до 3 миллионов людей, взявшись за руки, создали на дорогах и шоссе беспрерывную цепь от Киева до Львова.

## Живые цепи в 2000-е
В конце 2000-х лет начала возрождаться традиция создания «живых цепей», которые символизируют единство Украины. В 2008—2011 годах в Киеве такие «цепи» создавали на мосту Патона из около 1000 человек. Таким образом символически объединяли правый и левый берега Днепра. 22 января 2011 года «живая цепь» была создана более чем в 20 городах Украины. А во Львове около пяти тысяч людей создали цепь от памятника Тарасу Шевченко до памятника Степану Бандере.
«День соборности Украины» не является нерабочим днём. В зависимости от года попадает на рабочий день либо на выходной.